# Речни ракови
Речни ракови (лат. Astacus) су род животиња из класе ракова (Crustacea) и породице слатководних ракова Astacidae.

## Врсте
У род речних ракова (лат. Astacus) - убрајају се четири врсте које имају привредни значај:
- Речни рак (лат. Astacus astacus) је најраширенија слатководна врста. Има најдужи рострум (7-11 mm), јаке штипаљке одоздо интензивно црвене боје. Живи у рекама дунавског слива, изузев у низијским водама у Војводини. Живи у текућим и чистим стајаћим водама. Подноси температуре до 26 °.
- Барски рак (лат. Astacus leptodactylus) - има веома танке штипаљке, а одоздо је светле боје. Живи у низијским текућим и стајаћим водама дунавског слива.
- Каспијски рак (Astacus pachypus) насељава Каспијско море, слив реке Дон и делове Црног и Азовског мора.

### Понекад укључене врсте
- Белоноги рак (лат. Austropotamobius pallipes или  Astacus pallipes) има рострум је дужине 6-8 cm са штипаљкама које су доле светле боје.
- Рак камењар или поточни рак (лат. Austropotamobius torrentium или  Astacus torrentium) је најмањи слатководни рак и има најкраћи рострум. Штипаљке су му црвене боје као и код речног рака. Нарасте највише 7-8 cm. Живи само у хладнијим брдским водама дунавског слива, затим у Цетини и Крки.